# La Rochefoucauld
La Rochefoucauld is een plaats en voormalige gemeente in het Franse departement Charente (regio Nouvelle-Aquitaine) en telt 3228 inwoners (1999). De plaats maakt deel uit van het arrondissement Angoulême. La Rochefoucauld is op 1 januari 2019 gefuseerd met de gemeente Saint-Projet-Saint-Constant tot de gemeente La Rochefoucauld-en-Angoumois. 

## Geografie
De oppervlakte van La Rochefoucauld bedraagt 7,2 km², de bevolkingsdichtheid is 448,3 inwoners per km².

## Verkeer en vervoer
In de gemeente ligt spoorwegstation La Rochefoucauld.
De onderstaande kaart toont de ligging van La Rochefoucauld met de belangrijkste infrastructuur en aangrenzende gemeenten.

## Demografie
Onderstaande figuur toont het verloop van het inwonertal (bron: INSEE-tellingen).

## Kasteel

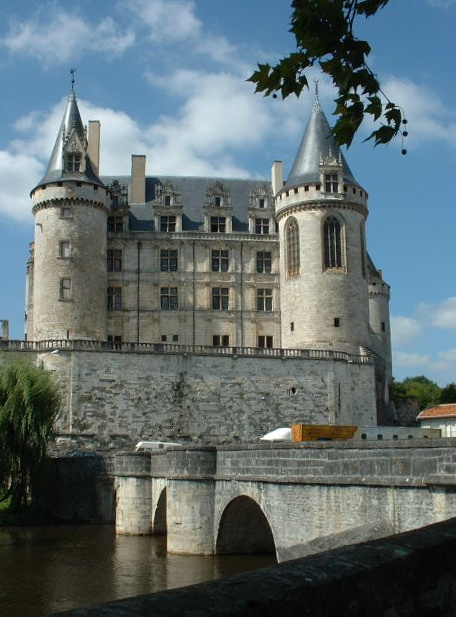
Kasteel van La Rochefoucauld

In La Rochefoucauld ligt het eeuwenoude Kasteel van La Rochefoucauld. Een trap uit het kasteel werd gebruikt op de Nederlandse kaft van de bestseller Harry Potter en de Halfbloed Prins door J.K. Rowling.

## Geboren
- Marie-Claire Restoux (1968), judoka